# Rzekomobłoniaste zapalenie jelit
Rzekomobłoniaste zapalenie jelit (RzZJ, łac. enterocolitis pseudomembranacea, ang. pseudomembranous enterocolitis) – ostra choroba biegunkowa jelita cienkiego lub grubego. Charakterystyczna dla niej jest obecność szarożółtych błon rzekomych na powierzchni błony śluzowej.

## Etiologia i patogeneza
Rzekomobłoniaste zapalenie jelit jest spowodowane działaniem toksyn A i B wytwarzanych przez bakterię Gram-dodatnią Clostridioides difficile. Nadmierne rozmnażanie drobnoustroju w jelitach jest spowodowane zaburzeniem równowagi naturalnej flory jelitowej spowodowane stosowaniem antybiotyków o szerokim spektrum działania.

## Czynniki ryzyka
- antybiotykoterapia – ampicylina, amoksycylina, klindamycyna, linkomycyna, cefalosporyny
- złamania kręgosłupa
- niedrożność jelit
- rak okrężnicy, białaczki i inne nowotwory
- chemioterapia
- ciężkie oparzenia
- wstrząs
- mocznica
- zakażenia o ciężkim przebiegu
- niedokrwienne zapalenie jelita grubego
- choroba Hirschsprunga

## Objawy kliniczne i przebieg
U większości chorych przebieg jest łagodny.
- biegunka – o różnym stopniu nasilenia, czasami z domieszką krwi
- ból brzucha
- gorączka

W ciężkich przypadkach:
- podniedrożność lub niedrożność przewodu pokarmowego
- toksyczne rozdęcie okrężnicy
- perforacja przewodu pokarmowego i zapalenie otrzewnej
- odwodnienie
- wstrząs
- obrzęki z hipoalbuminemii

## Rozpoznanie
Rozpoznanie RzZJ opiera się na dwóch badaniach potwierdzających:
- endoskopii z pobraniem wycinków do oceny histologicznej
- badaniu stolca – wykonanie posiewu w kierunku Clostridium difficile i oznaczenie zawartości toksyn A i B

## Leczenie
- odstawienie antybiotyku, który jest domniemaną przyczyną schorzenia
- wyrównanie zaburzeń wodnych, elektrolitowych i hipoalbuminemii
- metronidazol lub wankomycyna lub fidaksomycyna[1]
- przeszczepienie flory jelitowej[2]
- rzadziej inne antybiotyki np. teikoplanina lub ramoplanina
- powikłania (megacolon toxicum i perforacja okrężnicy) wymagają leczenia chirurgicznego[1]

## Powikłania
- ostre rozdęcie okrężnicy (megacolon toxicum)
- przedziurawienie okrężnicy